# Kang Mal-geum
Kang Mal-geum (en hangul, 강말금; nacida como Kang Soo-hye en Busan el 3 de enero de 1979) es una actriz surcoreana.

## Carrera
Kang Mal-geum se graduó en Artes de la Universidad Nacional de Pusan, Departamento de Lengua y Literatura Coreana. Debutó en teatro en 2007, y en cine en 2010, con la película Yong-Tae: The Ordinary Memories. Durante ocho años alternó su labor como actriz con un trabajo a tiempo parcial en un centro comercial.
En esos primeros años de carrera apareció en numerosas obras de teatro (Gaviota, Ropoongchan Traveling Troupe, Tío Soonwoo, Ricardo III, Mujeres de Troya, etc.): fue en los escenarios donde más trabajó y donde se ganó una reputación de actriz sólida y versátil.
A los 40 años su carrera cambió gracias a su papel en la película Lucky Chan-sil (2019), por la que ganó hasta ocho premios como mejor actriz revelación y uno como mejor actriz en nueve diferentes ceremonias de premiación, incluidos los Baeksang Arts, Blue Dragon, Buil Film y Busan Film Critics Awards. La directora Kim Cho-hee estaba buscando la protagonista para Lucky Chan-sil, su primera película, cuando vio casualmente en un festival de cine un corto interpretado por Kang, y de este modo percibió que esta era la elección idónea para encarnar a Chan-sil.
Su primera serie televisiva de época fue The Red Sleeve Cuff en 2021, donde interpreta el papel de un personaje histórico: Lady Hyegyeong, princesa y escritora del período Joseon.
En 2022 intervino en el reparto secundario de dos series: en Treinta y nueve es Cha Mi-hyun, la hermana mayor de la protagonista Mi-jo (Son Ye-jin); en Military Prosecutor Doberman es la detective de homicidios Do Soo-kyung.

## Filmografía

### Cine
| Año  | Título                          | Papel                      | Notas              | Ref.          |
| ---- | ------------------------------- | -------------------------- | ------------------ | ------------- |
| 2010 | Yong-Tae :The Ordinary Memories |                            |                    |               |
| 2011 | From the End                    |                            | Cortometraje       |               |
| 2014 | Encounter                       |                            | Cortometraje       |               |
| 2016 | A Man in the Midnight           |                            | Cortometraje       |               |
| 2017 | The Chase                       | Cuidadora 2                |                    |               |
| 2017 | Daydream (Baek-il-mong)         |                            |                    |               |
| 2018 | The Monologue                   |                            |                    |               |
| 2019 | Idol                            | Mujer de Myung-hui         |                    | [ 8 ]         |
| 2019 | Family Affair                   | Maestra                    |                    | [ 9 ]         |
| 2019 | Lucky Chan-sil                  | Lee Chan-sil               |                    | [ 2 ] [ 4 ]   |
| 2019 | Gyeongwon                       |                            | Cortometraje       |               |
| 2020 | A Bedsore                       | Enfermera                  |                    |               |
| 2020 | More Than Family                | Madre de Ho Hoon           |                    | [ 10 ] [ 11 ] |
| 2022 | In Our Prime                    | Madre de Han Ji-woo        |                    | [ 12 ]        |
| 2022 | Drown                           | Hye-su                     |                    | [ 13 ]        |
| 2022 | Birth                           | Teresa Kim                 |                    | [ 14 ] [ 15 ] |
| 2023 | Soulmate                        | Conservadora en un museo   |                    | [ 16 ]        |
| 2023 | The Point Men                   | Kim Eun-hee                | Aparición especial | [ 17 ]        |
| 2024 | Land of Happiness               | Ok Jeong-ae                |                    | [ 18 ]        |
| 2025 | Secret: Untold Melody           | Min-sook, madre de Jung-ah |                    | [ 19 ]        |

### Series de televisión
| Año     | Título                                       | Papel                                | Canal         | Notas                       | Ref.          |
| ------- | -------------------------------------------- | ------------------------------------ | ------------- | --------------------------- | ------------- |
| 2018    | Children of Nobody                           | Madre de Si-wan                      | MBC           |                             | [ 3 ]         |
| 2019    | Legal High                                   | Lee Eun-ji                           | JTBC          |                             |               |
| 2019    | Beautiful World                              | Eun Kyeong-seon                      | JTBC, Netflix |                             | [ 20 ]        |
| 2020    | Missing: The Other Side                      | Kim Hyeon-mi                         | OCN           |                             | [ 21 ] [ 22 ] |
| 2020    | Please Don't Date Him                        |                                      | MBC           |                             | [ 23 ]        |
| 2020    | Drama Special – The Joys and Sorrows of Work | Lee Ji-hye                           |               | Drama en un capítulo        |               |
| 2021    | Mouse                                        | Tía de Ba-reum                       | tvN           | Cameo                       | [ 24 ]        |
| 2021    | Sell your haunted house                      | Directora adjunta Joo                | KBS2          |                             | [ 25 ] [ 26 ] |
| 2021    | El juego del calamar                         | Exmujer de Gi-hun, madre de Ga-yeong | Netflix       | Serie web                   | [ 1 ]         |
| 2021    | Mar de la tranquilidad                       | Song Won-kyung                       | Netflix       | Serie web                   | [ 27 ]        |
| 2021-22 | The Red Sleeve Cuff                          | Hong Hye-bin/Lady Hyegyeong          | MBC           |                             | [ 5 ]         |
| 2022    | Treinta y nueve                              | Cha Mi-hyun                          | JTBC, Netflix |                             | [ 6 ]         |
| 2022    | Military Prosecutor Doberman                 | Do Soo-kyung                         | tvN           |                             | [ 7 ] [ 28 ]  |
| 2023    | Divorce Attorney Shin                        | Kim So-yeon                          | JTBC          |                             | [ 29 ]        |
| 2023    | La buena mala madre                          | Sra. Jung, madre de Mi-joo           | JTBC          |                             | [ 30 ]        |
| 2023    | Hermanos milagrosos                          | Chae Woo-jung                        | JTBC          |                             | [ 31 ]        |
| 2023-24 | El monstruo de la vieja Seúl                 | Choi Seong-sim/Seishin               | Netflix       | Serie web                   | [ 32 ]        |
| 2024    | El amor vuelve a casa                        | Hija del propietario                 | JTBC          | Aparición especial, ep. 1   | [ 33 ]        |
| 2025    | Si la vida te da mandarinas...               | Propietaria del hotel Nampo-dong     | Netflix       | Aparición especial, ep. 2-3 | [ 34 ]        |

## Premios y nominaciones
| Año  | Premios                                   | Categoría                            | Papel                                        | Resultado | Ref.          |
| ---- | ----------------------------------------- | ------------------------------------ | -------------------------------------------- | --------- | ------------- |
| 2020 | Baeksang Arts Awards                      | Mejor actriz revelación - cine       | Lucky Chan-sil                               | Ganadora  | [ 35 ] [ 36 ] |
| 2020 | Buil Film Awards                          | Mejor actriz revelación              | Lucky Chan-sil                               | Ganadora  | [ 37 ] [ 38 ] |
| 2020 | Busan Film Critics Awards                 | Mejor actriz                         | Lucky Chan-sil                               | Ganadora  | [ 39 ]        |
| 2020 | Cine 21 Awards                            | Mejor actriz revelación              | Lucky Chan-sil                               | Ganadora  | [ 40 ]        |
| 2020 | KBS Drama Awards                          | Mejor actriz revelación              | Drama Special – The Joys and Sorrows of Work | Nominada  | [ 41 ]        |
| 2020 | Korean Association of Film Critics Awards | Mejor actriz revelación              | Lucky Chan-sil                               | Ganadora  | [ 42 ]        |
| 2020 | Wildflower Film Awards                    | Mejor actriz                         | Lucky Chan-sil                               | Nominada  | [ 43 ] [ 44 ] |
| 2020 | Wildflower Film Awards                    | Mejor actriz revelación              | Lucky Chan-sil                               | Ganadora  | [ 43 ] [ 44 ] |
| 2020 | Women in Film Korea Festival              | Mejor actriz revelación              | Lucky Chan-sil                               | Ganadora  | [ 45 ]        |
| 2021 | Blue Dragon Film Awards                   | Mejor actriz revelación              | Lucky Chan-sil                               | Ganadora  | [ 46 ] [ 47 ] |
| 2021 | Chunsa Film Art Awards                    | Mejor actriz revelación              | Lucky Chan-sil                               | Nominada  |               |
| 2021 | KBS Drama Awards                          | Mejor actriz de reparto              | Sell Your Haunted House                      | Nominada  | [ 48 ]        |
| 2022 | Baeksang Arts Awards                      | Mejor actriz de reparto - televisión | Treinta y nueve                              | Nominada  | [ 49 ]        |
| 2022 | Director's Cut Awards                     | Mejor actriz - cinefilm              | Lucky Chan-sil                               | Nominada  | [ 50 ] [ 51 ] |
| 2022 | Director's Cut Awards                     | Mejor actriz revelación - cine       | Lucky Chan-sil                               | Ganadora  | [ 50 ] [ 51 ] |
| 2024 | Baeksang Arts Awards                      | Mejor actriz de reparto - televisión | La buena mala madre                          | Pendiente | [ 52 ]        |